# النظام الإحصائي الاتحادي للولايات المتحدة
النظام الإحصائي الاتحادي للولايات المتحدة (بالإنجليزية:Federal Statistical System of the United States) هي شبكة لا مركزية من الوكالات الفيدرالية التي تصدر بيانات عن الناس، والاقتصاد، والموارد الطبيعية، والبنية التحتية للولايات المتحدة.

## الجهود المركزية
لتبسيط العمليات وخفض التكاليف، بذلت عدة مقترحات لتعزيز النظام الإحصائي الاتحادي إلى عدد أقل من الوكالات، أو حتى وكالة واحدة. في عام 2011، اقتراح الرئيس باراك أوباما إعادة تنظيم شملت وزارة التجارة الأمريكية ووضع العديد من الوكالات الإحصائية تحت مظلة واحدة.

## الوكالات الإحصائية الرئيسية
| الختم | الوكالة                                                                   | القسم                                  | سنة التأسيس | الميزانية. (ملايين) |
| ----- | ------------------------------------------------------------------------- | -------------------------------------- | ----------- | ------------------- |
|       | مكتب التعداد                                                              | وزارة التجارة الأمريكية                | 1903        | $1,000.4            |
|       | مكتب إحصاءات العمل                                                        | وزارة العمل الأمريكية                  | 1884        | $618.2              |
|       | المركز الوطني للإحصاءات التعليم                                           | وزارة التربية والتعليم الأمريكية       | 1867        | $317.0              |
|       | دائرة الإحصاءات الزراعية الوطنية                                          | وزارة الزراعة الأمريكية                | 1961        | $179.5              |
|       | المركز الوطني للإحصاءات الصحية                                            | وزارة الصحة والخدمات البشرية الأمريكية | 1960        | $161.8              |
|       | إدارة معلومات الطاقة                                                      | وزارة الطاقة الأمريكية                 | 1977        | $116.4              |
|       | مكتب التحليل الاقتصادي                                                    | وزارة التجارة الأمريكية                | 1972        | $96.5               |
|       | دائرة البحوث الاقتصادية                                                   | وزارة الزراعة الأمريكية                | 1961        | $77.4               |
|       | مكتب إحصائيات وزارة العدل                                                 | وزارة العدل الأمريكية                  | 1979        | $68.0               |
|       | المركز الوطني للعلوم والهندسة الاحصائيات (مؤسسة العلوم الوطنية الأمريكية) | الوكالات المستقلة                      | 1950        | $42.6               |
|       | إحصاءات قسم الدخل (دائرة الإيرادات الداخلية)                              | وزارة الخزانة الأمريكية                | 1862        | $39.5               |
|       | مكتب إحصاءات النقل                                                        | وزارة النقل الأمريكية                  | 1992        | $38.0               |
|       | مكتب البحوث والتقييم والإحصاء (إدارة الضمان الاجتماعي)                    | الوكالات المستقلة                      | 1935        | $29.3               |